# Antônio Inácio de Azevedo
Antônio Inácio de Azevedo (Bahia, ? — Pernambuco, 7 de julho de 1873) foi um político brasileiro.
Foi presidente da província da Bahia, nomeado por carta imperial de 27 de julho de 1846, de 27 de agosto de 1846 a 28 de setembro de 1847.